# Wilhelm Pabst (Paläontologe)
Wilhelm Pabst (* 30. August 1856 in Gotha; † 21. September oder 22. September 1908 in Jena) war ein deutscher Paläontologe.

## Leben und Werk
Pabst war Gymnasiallehrer in Gotha. Außerdem war er 1890 bis 1908 als Nachfolger von Otto Burbach Kustos der Naturhistorischen Sammlungen am Gothaer Herzoglichen Museum. Er hatte einen Professorentitel.

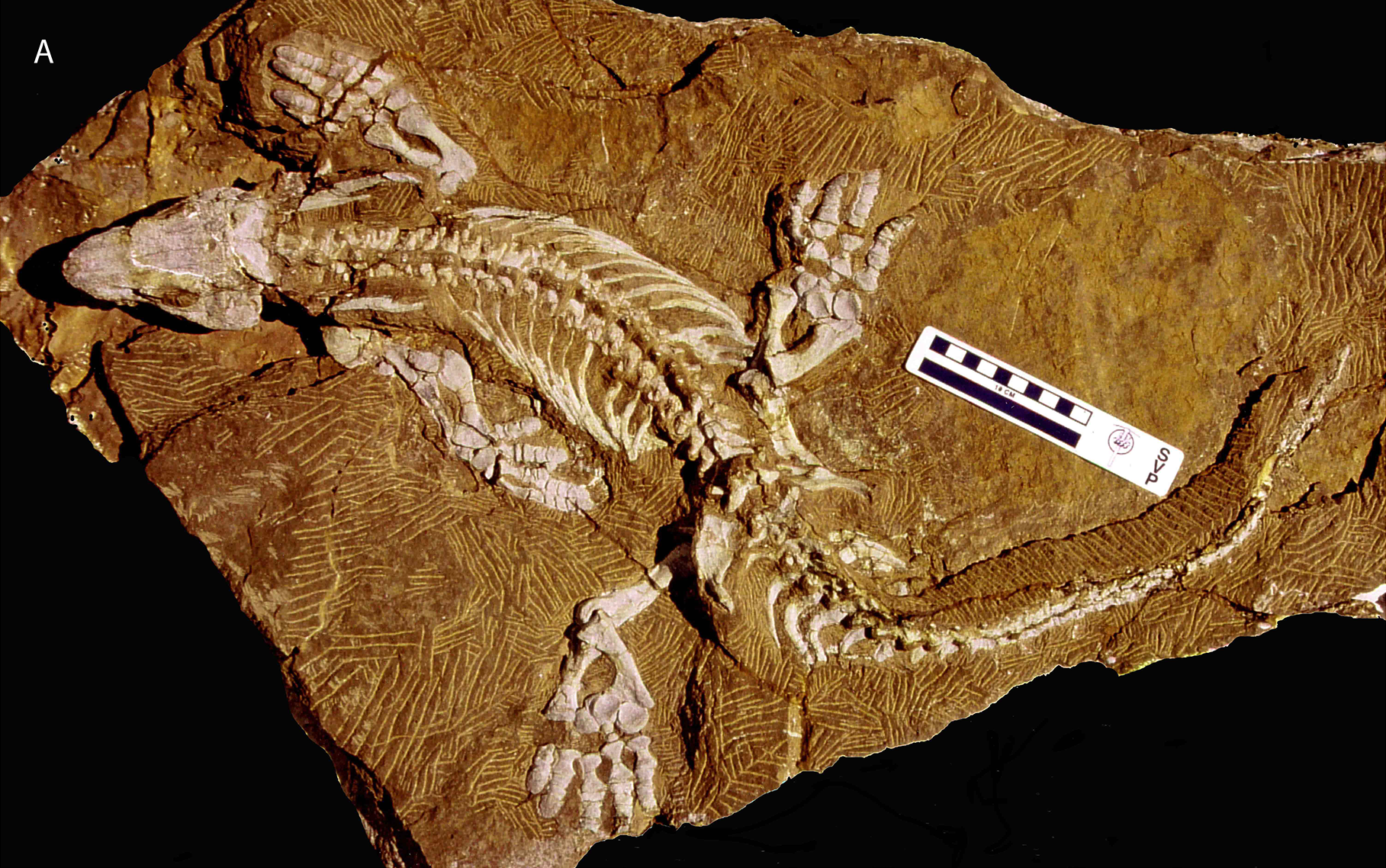
Fossil von Orobates pabsti

Er war führend an der ersten Erkundung der Fossillagerstätte Bromacker in Tambach-Dietharz beteiligt, in der Fährten von Landwirbeltieren (Tetrapoden) aus dem unteren Perm (Tambachsandstein, Oberrotliegend) gefunden wurden. Dort wurden später auch Skelette gefunden, die auf enge Beziehungen zur Tetrapodenfauna des Perm in Texas und dem Südwesten der USA hindeuten. In Europa ist die Fundstelle einzigartig. Eines der gefundenen Skelette, gefunden 1998,  wurde 2004 als Orobates pabsti aus der Familie Diadectidae nach Pabst benannt.
Die ersten Funde von Ursaurierfährten in Tambach kamen 1886 dem Gothaer Paläontologen Heinrich Friedrich Schäfer (1839–1930) zur Kenntnis, der sie mit dem Kustos des Museums Otto Burbach für das Gothaer Museum erwarb. Pabst erweiterte durch eigene Funde (auch über Tambach hinaus zum Beispiel bei Friedrichroda) die Sammlung von Fährten des Museums. Ein Teil der Funde wurde an andere Museen und Sammler verkauft.
Wilhelm Pabst wurde am 29. Oktober 1902 unter der Präsidentschaft des Geologen Karl von Fritsch unter der Matrikel-Nr. 3153 als Mitglied in die Kaiserliche Leopoldinisch-Carolinische Deutsche Akademie der Naturforscher aufgenommen.

## Schriften
- Die Tierfährten in dem Rotliegenden Deutschlands. In: Nova Acta Leopoldina, Band 89, 1908, Nr. 2, Taf. I – IIIV, S. 315–481 (Archive)